# Nam Điền, Nghĩa Hưng
Nam Điền là một xã ven biển nằm ở phía tây nam huyện Nghĩa Hưng, tỉnh Nam Định.

## Lịch sử
Xã Nam Điền được thành lập vào ngày 27 tháng 3 năm 1978 theo quyết định số 51-BT của Thủ tướng Chính phủ.

## Địa lí
Xã Nam Điền có diện tích 7,13 km², dân số năm 1999 là 5.968 người, mật độ dân số đạt 837 người/km².
Xã này cùng 5 xã, thị trấn nằm ở cực nam của huyện Nghĩa Hưng đã được UNESCO đưa vào danh sách các địa danh thuộc khu dự trữ sinh quyển châu thổ sông Hồng.

## Địa giới hành chính
Xã Nam Điền nằm ở cực nam của huyện Nghĩa Hưng, thuộc tả ngạn sông Đáy.
- Phía bắc giáp thị trấn Rạng Đông
- Phía đông giáp xã Phúc Thắng và Vịnh Bắc Bộ
- Phía nam giáp Vịnh Bắc Bộ và Biển Đông
- Phía tây giáp xã Kim Đông và thị trấn Bình Minh, huyện Kim Sơn, tỉnh Ninh Bình với ranh giới tự nhiên là sông Đáy.